# Szent István-kápolna (Makó)
A makói Szent István-kápolna a Maros partján, egy családi vállalkozásként működő kemping területén található.
A hófehér falú épületet 2004 és 2008 között emelték a szálláshely-tulajdonos szeretteinek emlékére. Tornyán, valamint cseréppel fedett tetejének elején és hátulján kettőskereszt díszeleg. Négy színes ólomüveg ablaka Szent István magyar királyt, a keresztre feszített Krisztust, Szentírást olvasó lányokat, és a tízparancsolatot ábrázolja. A kétszárnyú, fa bejárati ajtó előtt kovácsoltvas kapu található. Az épületen elhelyezett két emléktábla közül az egyik az építés idejét jelzi, a másik az építtető családtagjainak emlékét őrzi.

## Külső hivatkozások
- A Tóth István és fia által működtetett Camping Motel Makó honlapja